# Miami Pop Festival
《Miami Pop Festival》은 영국과 미국의 록 밴드 지미 헨드릭스 익스피리언스의 사후 라이브 음반으로, 1968년 5월 18일 플로리다주 홀랜데일 비치에서 열린 팝 & 언더그라운드 페스티벌에서의 공연을 녹음했다. 저녁 공연에서 녹음된 8곡과 2곡의 추가 곡이 수록되어 있다.

## 배경
이 음반은 2013년 11월 5일, 지미 헨드릭스 비디오 다큐멘터리 《Hear My Train A Comin'》과 함께 발매되었다. 오후 쇼 동안 녹음된 〈Fire〉와 〈Foxey Lady〉는 스테레오 45rpm 싱글로도 발매되었다. 이 음반은 미국 빌보드 200 차트에서 39위, 벨기에 차트에서 120위에 올랐다.

## 평가
| 전문가 평가 | 전문가 평가 |
| 평가 점수   | 평가 점수   |
| 출처        | 점수        |
| ----------- | ----------- |
| AllMusic    | [ 4 ]       |

올뮤직에 대한 리뷰에서 마크 데밍은 "녹음은 깨끗하고 디테일로 가득 차 있고 익스피리언스는 꽤 좋게 들리지만 그의 음악이나 연주 스타일에 많은 새로운 빛을 던지지 않아 훌륭하지만 훌륭한 라이브 발매는 아니다"라고 언급하며 음반에 5점 만점에 3점 반을 주었다.

## 곡 목록
모든 곡들은 특별한 언급이 없는 한 지미 헨드릭스에 의해 작사/작곡하였다.
| #   | 제목                            | 작사·작곡        | 재생 시간 |
| --- | ------------------------------- | ---------------- | --------- |
| 1.  | 〈Introduction〉                |                  | 1:53      |
| 2.  | 〈Hey Joe〉                     | 빌리 로버츠      | 6:22      |
| 3.  | 〈Foxey Lady〉                  |                  | 4:32      |
| 4.  | 〈Tax Free〉                    | 보 한손, 얀 칼손 | 8:20      |
| 5.  | 〈Fire〉                        |                  | 8:20      |
| 6.  | 〈Hear My Train A Comin'〉      |                  | 7:41      |
| 7.  | 〈I Don't Live Today〉          |                  | 4:49      |
| 8.  | 〈Red House〉                   |                  | 12:06     |
| 9.  | 〈Purple Haze〉                 |                  | 4:18      |
| 10. | 〈Fire (afternoon show)〉       |                  | 3:07      |
| 11. | 〈Foxey Lady (afternoon show)〉 |                  | 4:55      |